# Esteve Andorrà i Farràs
Esteve Andorrà i Farràs (Bar de Cerdanya, 1862 - Barcelona, 1926) fou un destacat forjador i serraller català.
De ben jove va marxar a viure a Barcelona per aprendre l'ofici de la forja, on s'establí en un taller propi al carrer de Sant Pau,69 l'any 1887, i creà l'empresa Sociedad Mercantil Colectiva Andorrà y Perpiñá, que duraria fins al 1891.
Després treballà conjuntament amb M.Ballarín. Entre les seves obres més destacades, hi ha els treballs que va fer per a la Casa Amatller de Barcelona. Va participar en diverses exposicions d'art a Barcelona i província, on va guanyar diversos premis locals. Com a serraller, va ocupar el càrrec de President del Gremi de Serrallers de Barcelona. Amb Cadafalch també faria el picaporta de la casa Serra, la reixa del tercer misteri del Goig del rosari monumental de Montserrat i, conjuntament amb la serralleria Ballarín, diversos elements de forja de la casa Macaya.

## Publicacions
- 1914- Estampados y repujados en hierro y otros metales.